# Patrimonio della foresta tropicale di Sumatra
Il Patrimonio della foresta tropicale di Sumatra fa parte dei patrimoni dell'umanità dell'UNESCO dal 2004. È composto da tre parchi nazionali indonesiani sull'isola di Sumatra: il parco nazionale Gunung Leuser, il parco nazionale di Kerinci Seblat ed il parco nazionale Bukit Barisan Selatan.

## Posizione e dimensioni
La foresta tropicale di Sumatra si trova al centro dell'isola. È composta da tre parchi nazionali: il parco nazionale Gunung Leuser (GLNP) (8629,75 km²), il parco nazionale di Kerinci Seblat (KSNP) (13.753,5 km²) ed il parco nazionale Bukit Barisan Selatan (BBSNP) (3568 km²). L'area totale della foresta pluviale è di 25 000 chilometri quadri. Venne ammesso tra i patrimoni dell'umanità soprattutto per la sua biodiversità che spazia dalle pianure alle foreste montane. La foresta che una volta ricopriva l'intera isola è ora limitata al parco.
Il secondo motivo per l'inclusione del parco è dovuto alla presenza dei monti Barisan, noti anche come Ande di Sumatra, ed al fatto che fa godere di splendidi panorami. Il tutto unito al lago Gunung Tujuh (il più alto del Sud-est asiatico), al titanico vulcano del monte Kerinci, ad altri vulcani minori, alle coste ed ai laghi glaciali.
Infine, tutti e tre i parchi vantano una notevole biodiversità. Messi insieme i tre parchi contengono il 50% della vegetazione di Sumatra. All'interno del GLNP sono state riconosciute almeno 92 specie vegetali. Vi si trovano esemplari del fiore più grande del mondo, la Rafflesia arnoldi, e del più alto, l'aro titano.

## Ecosistema
Il GLNP, il più settentrionale, è lungo 150 km, largo oltre 100 ed è il più montagnoso dei tre. Il 40% del parco è composto da pendii scoscesi che superano i 1500 metri. Solo il 12%, nella parte meridionale, si trova sotto i 600 metri. Undici picchi superano i 2700 metri ed il punto più alto, il monte Leuser, arriva a 3466 metri.
Il KSNP si trova al centro e si estende per 350 km costeggiando il monte Barisan, largo circa 45 km e con un'altezza di 2000 metri. La metà settentrionale contiene una catena montuosa meno elevata, tra gli 800 ed i 1500 metri. Tre quarti del parco sono costituiti da montagne. Il punto più alto, che è anche il vulcano più alto dell'Indonesia, è il monte Kerinci, 3805 metri.
Anche il BBSNP misura 350 km di lunghezza ma con una larghezza media di soli 45 km. I due terzi settentrionali sono rocciosi, ad un'altezza media di 1500 metri e con un picco, il monte Pulung, a 1964 metri. La parte meridionale è più bassa; 90 km formano un promontorio ed il parco costeggia il mare per metà della sua lunghezza. Molti fiumi provengono dal parco, che contiene numerosi laghi e sorgenti termali.
Le montagne hanno un'escursione termica annuale molto ridotta con alte temperature, alta umidità e parecchie piogge per nove mesi l'anno, 7 nelle zone più aride. Questo clima ha favorito la formazione di nuove specie e l'aumento della loro varietà. Il GLNP riceve 3000 mm di pioggia a nord, e 4657 mm nelle pianure meridionali. Le temperature oscillano tra i 21 °C ed i 28 °C mentre l'umidità è sempre superiore al 60%, soprattutto oltre i 1700 metri. Nel KSNP le piogge sono di 2990 mm, le temperature vanno da 16 a 28 °C e l'umidità è sempre al 77/90%. Nel BBNP le rocce occidentali vengono bagnate soprattutto dai monsoni di novembre e maggio: le piogge sono di 3000/4000 mm. La parte orientale è più asciutta, con precipitazioni di 2500–3000 mm e temperature tra i 20° ed i 28 °C.

## Diversità vegetale ed animale
Il GLNP fa parte delle 18 regioni indonesiane classificate dal WWF tra le 200 regioni al mondo più importanti per il mantenimento della biodiversità. Vi si trovano 174 mammiferi, 3 specie endemiche e 21 specie segnalate come a rischio nel 2000. Si conosce poco dei mammiferi più piccoli. Sono state trovate 380 specie di uccelli, 13 delle quali endemiche e 52 a rischio. Tra le specie più importanti vi sono: ponghi, rinoceronti di Sumatra, ed altre scimmie. Tra le piante le più preziose sono le già citate Rafflesia arnoldi e l'aro titano. Invece tra gli uccelli i pigliamosche blu di Rueck e le anatre dalle ali bianche.
Nel KSNP si trovano  85 mammiferi, 5 endemici e 23 a rischio; 370 uccelli, 13 endemici e 58 a rischio. Tra i mammiferi più importanti ci sono il leopardo nebuloso del Borneo, il tapiro asiatico, ed il rinoceronte di Sumatra. Tra gli uccelli ricordiamo il cuculo di Sumatra. tra le piante merita una menzione la Hopea beccariana.
Il BBSNP contiene 98 mammiferi, 1 endemico e 25 a rischio; 379 uccelli, 7 endemici e 58 a rischio; 59 rettili ed anfibi. BBSNP ha le stesse specie aviarie di KSNP. Tra i mammiferi più importanti l'elefante di Sumatra e la tartaruga liuto.